# لیگ چلنج فوتبال سوئیس
لیگ چلنج فوتبال سوئیس (انگلیسی: Swiss Challenge League) دومین لیگ معتبر فوتبال در کشور سوئیس است که در سال ۱۸۹۸ بنیان‌گذاری شده و زیر نظر اتحادیه فوتبال سوئیس برگزار می‌شود.